# Ернст Шулц
Роксилд Фјорд
Ернст Лудвиг Емануел Шулц (дан. Ernst Ludvig Emanuel Schultz; Хорсенс, 15. мај 1879 — Роксилд Фјорд 20. јуни 1906) је дански атлетичар специјалиста у трци на 400 метара. Учествовао је на Олимпијским играма 1900 у Паризу и освојио бронзану медаљу у својој дисциплини трци на 400 метара, са резултатом 53,0. Лични рекорд на 400 метара је 51,5 и постигнут је 1900. године. Био је члан Копенхагенског атлетског клуба (дан. Københavns Idræts Forening) до 1900. Освојио је само једанпут Првенство Данске у атлетици у дисциплини трке на 150 метара 1899.
Шулц је са још двојицом младих спортиска основао нови клуб 10. децембра 1900. у предграђу Копенхагена Хелерупу и постаје његов први председник.
Умро је у 27. години када се несретним случајем удавио у Роксилд Фјорду 1906. године.